# Fundgebiet Trebur-Geinsheim
Das Fundgebiet Trebur-Geinsheim in Südhessen weist eine größere Anzahl von Römerlagern auf. Es handelt sich um ein Gebiet beim Wohnplatz Kornsand in der Gemarkung Geinsheim am Rhein in der rechtsrheinisch gelegenen Gemeinde Trebur in Hessen. Es gilt als der bedeutendste Fundplatz der frühen römischen Kaiserzeit im Hessischen Ried.
Die Stelle war 20 km beziehungsweise etwa einen Tagesmarsch von Mogontiacum entfernt. Offenkundig sicherte man hier eine Stelle, die einen einigermaßen trockenen Übergang durch die Rheinaue ermöglichte, um den Rhein zu überqueren. Der römische Stützpunkt mag auch als rechtsrheinisch gelegener Schutz eines linksrheinisch gelegenen Buconica gedient haben.
In den 1980er Jahren fanden der Luftbildarchäologe Otto Braasch und der Treburer Sammler Eugen Schenkel Hinweise auf die Römerlager. Seitdem lokalisierte man sieben Römerlager auf einem 60 Hektar großen Areal. Zu den Befestigungen der Lager zählen Zweifach- und Dreifachgräben. Das größte Lager ist 18 ha groß. Anhand der Münzfunde wird eine erste Phase auf den Zeitraum 20/25 bis 40 n. Chr. datiert. Neuere Auswertungen datieren die erste Phase dagegen auf die Zeit von kurz nach 14 bis 39 n. Chr. Eine zweite Phase wird auf den Zeitraum 70 bis 110 n. Chr. datiert.
Zu den grabenden Archäologen zählte Alexander Heising von der Johann Wolfgang Goethe-Universität Frankfurt am Main.